# Пол Фрер
Пол Фрер (на френски: Paul Frère) е пилот от Формула 1 и журналист от Белгия, роден и починал във Франция.

## Кариера
Автомобилизъм
Участва в 11 старта от Формула 1, като дебютира на 22 юни 1952.
През 1960 г. Пол Фрер и Оливие Жандьобиан са победители с отбора на Ферари в състезанието 24-те часа на Льо Ман.
Гребане
Пол Фрер също е успешен гребец като печели няколко белгийски първенства по гребане през 1946 и 1947 година.
Журналистика
След като се пенсионира от активни състезания през 1960 г., Фрер работи като журналист (той е европейският редактор за американското списание „Road & Track“).
Само седмица преди 90-ия си рожден ден през януари 2007 г. Фрер е зле ранен в катастрофа край Нюрбургринг и е откаран в болница за 14 дни. Умира на 23 февруари 2008 г. в Сен Пол (Алп Маритим), Франция.